# Matteo Prati
Pour l’article homonyme, voir Prati.
Matteo Prati, né le 28 décembre 2003 à Ravenne, est un footballeur italien qui joue au poste de milieu défensif à Cagliari Calcio.

## Biographie

### Carrière en club
Né à Ravenne, en Italie, Matteo Prati est formé par le Cesena calcio, avant de rejoindre le Ravenna FC en 2018, où il commence sa carrière professionnelle en Serie C,.
Il joue son premier match avec l'équipe première du club le 24 mars 2021, lors d'un match de troisième division contre la Sambenedettese.
Il est transféré à la SPAL en juillet 2022, où il s'illustre rapidement en Serie B.

### Carrière en sélection
En mars 2023, Matteo Prati est convoqué pour la première fois avec l'équipe d'Italie des moins de 20 ans,.
Il est convoqué avec l'équipe d'Italie des moins de 20 ans pour participer à la Coupe du monde des moins de 20 ans qui a lieu en mai et juin 2023. Après avoir éliminé l'Angleterre,, championne d'Europe en titre, puis la Colombie, l'Italie s'impose face à la Corée du Sud en demi-finale (2-1), pour atteindre l'ultime niveau de la compétition,.

## Palmarès
Italie -20 ans
- Coupe du monde
  - Finaliste en 2023